# Cathédrale Saint-Patrick de Harrisburg
Cette  cathédrale n’est pas la seule cathédrale Saint-Patrick.
La cathédrale Saint-Patrick (en anglais : Cathedral of Saint Patrick) est la cathédrale catholique du diocèse de Harrisburg aux États-Unis. Elle se trouve dans le centre-ville de Harrisburg en Pennsylvanie. Elle est dédiée à saint Patrick, patron des Irlandais. Elle est inscrite au Registre national des lieux historiques en 1976.

## Histoire

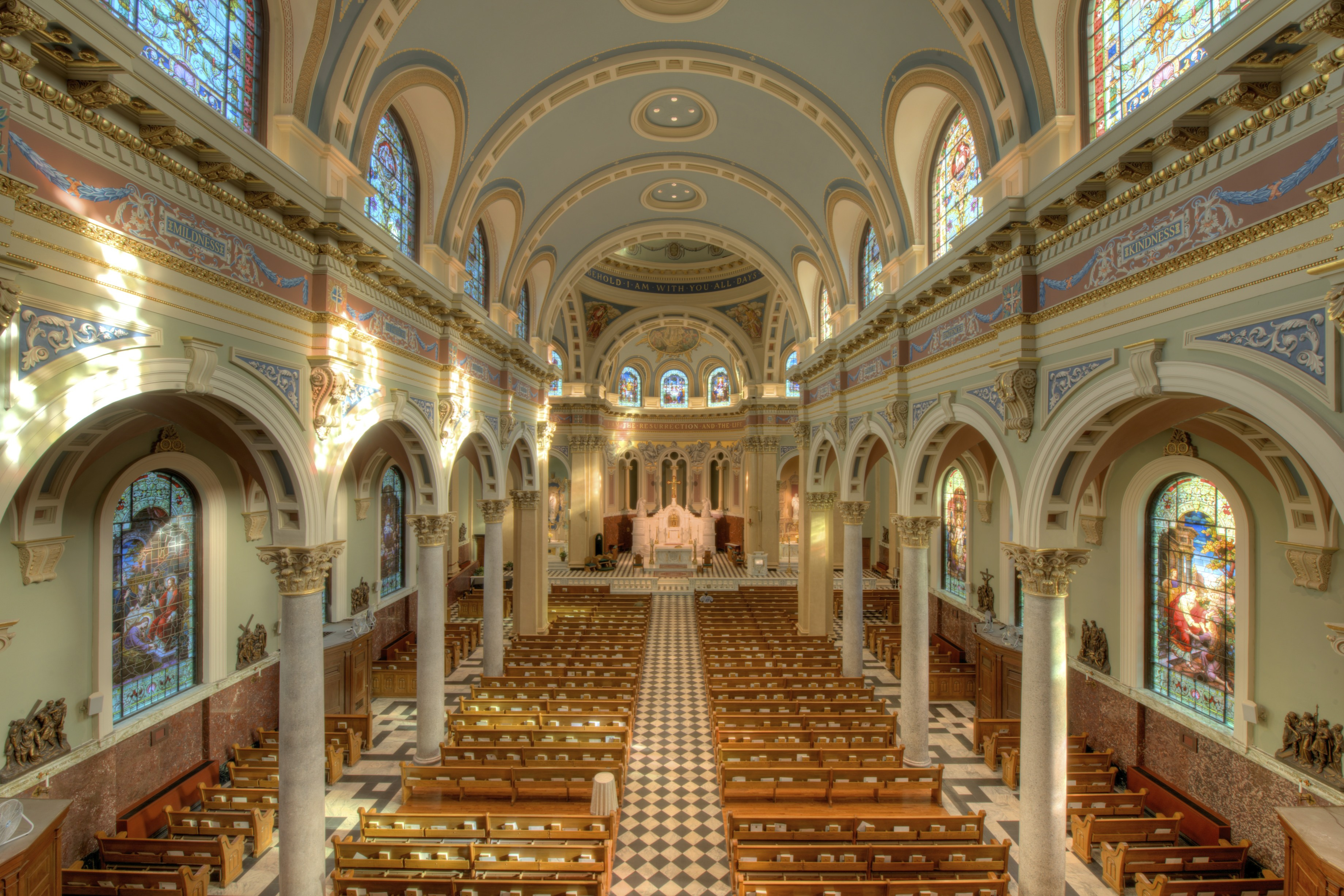
Intérieur de la cathédrale.

Le catholicisme s'est implanté en Pennsylvanie centrale avant la guerre d'indépendance américaine. Des jésuites allemands ont fondé la chapelle de Conewago en 1730 et l'église Sainte-Marie de Lancaster en 1743. En 1806, il y avait une petite mission catholique à Harrisburg.  Une chapelle est bâtie à Allison Hill en 1813. Ensuite la ville se développe grâce à l'arrivée d'immigrés irlandais. L'abbé Patrick Leary achète un terrain en 1824 et la première pierre de l'église Saint-Patrick est bénie deux ans plus tard. La paroisse est visitée en 1855 et 1857 par saint John Neumann, qui était alors évêque de Philadelphie, dont elle dépendait.
Le diocèse de Harrisburg est érigé par Pie IX le 3 mars 1868 et l'église est choisie comme pro-cathédrale avant la construction d'une nouvelle cathédrale. La première pierre est bénie en 1904 et la nouvelle cathédrale est terminée le 1er mars 1907.

## Architecture

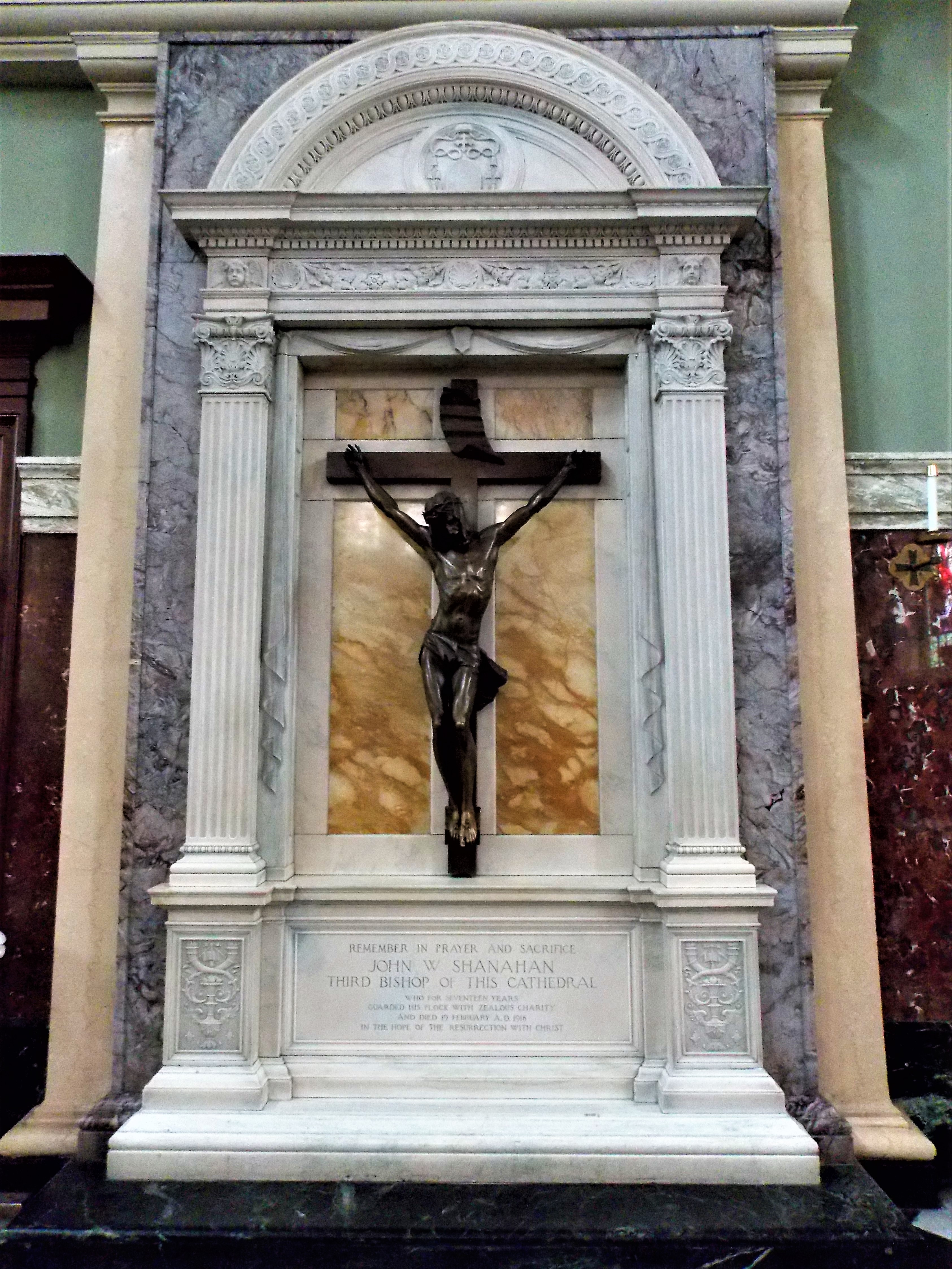
Crucifix de bronze dans l'abside.

La cathédrale est bâtie dans le style néo-baroque avec des apports néo-renaissance ; l'édifice est surmonté d'un dôme classique. Les murs extérieurs sont recouverts de granite de Caroline du Nord. L'intérieur est décoré de panneaux de marbre oriental, surmontés de panneaux de marbre de Connemara. La nef principale est flanquée de colonnes de granite soutenant la voûte. La cathédrale possède quarante-quatre vitraux dans la nef, importés de Munich. Le maître-autel prend comme modèle celui du Bernin dans la chapelle du Saint-Sacrement de la basilique Saint-Pierre de Rome. La chaire est sculptée de figures s'inspirant d'une fresque trouvée dans les catacombes de Rome. Elles montrent les quatre Évangélistes avec l'Agneau de Dieu sur le mont mystique.
La cathédrale a connu plusieurs rénovations au cours de son histoire. En 1949-1950, le maître-autel est simplifié. Les pendentifs du dôme sont décorés de fresques des quatre Pères de l'Église latine : saint Jérôme, saint Augustin, saint Grégoire le Grand et saint Ambroise. une inscription est ajoutée dans la partie inférieure du dôme : « Behold, I am with you all days, even to the consummation of the world ». Les chapelles de la Vierge et de saint Joseph sont dotées de décors en clair-obscur. Les stations du chemin de Croix sont réalisées en bronze doré. La chaire est modifiée en 1976 et un nouvel autel moderne face au peuple est installé plus près des rangs de l'assistance. Un nouveau tabernacle et un nouvel ambon sont réalisés à cette époque.
La mémoire de Mgr John Shanahan, premier évêque du diocèse, est honorée avec un grand crucifix de bronze placé dans l'abside, tandis que celle de Mgr Philip McDevitt est honorée par un tableau représentant le Christ enseignant les enfants. On trouve aussi une chapelle dédiée à sainte Elizabeth Ann Seton avec une épitaphe en l'honneur de Mgr George Leech, de même que Mgr Joseph Daley est honoré dans la chapelle Saint-John-Neumann.